# Кадинани
Кадиняни — населенный пункт в общине Лакташи, которая принадлежит энтитету Республике Сербской, Босния и Герцеговина. По результатам югославской переписи населения 1991 года в Кадинянах проживало 623 человека.

## Население
| 1961                           | 1971 | 1981 | 1991 | - | - | - |
| ------------------------------ | ---- | ---- | ---- | - | - | - |
| 795                            | 701  | 604  | 623  | - | - | - |
| Гистограмма динамики населения |      |      |      |   |   |   |

### Национальный состав
1971 год:
- Сербы — 697
- Хорваты — 1
- Югославы — 0
- Другие — 3

1981 год:
- Сербы — 547
- Хорваты — 0
- Югославы — 56
- Другие — 1

1991 год:
- Сербы — 593
- Хорваты — 7
- Югославы — 18
- Другие — 5